# 新兴县
新兴县为中国广东省辖县，位於廣東省中部偏西，现由云浮市代管。东与佛山市高明区，鹤山市交界，东南与开平市接壤，南邻恩平市，西北为云浮市云安区、云城区，东北接肇庆市高要区。縣內有龍山，龙山上建有国恩寺。是禪宗六祖惠能法師的成長地。新兴县东邻珠江三角洲经济区，西南邻阳春市。常住总人口43.08万人。距广州市约140公里，总面积1523平方公里。縣人民政府駐新城镇。

## 歷史沿革

### 古代
秦始皇三十三年（公元前214年）秦軍南征，新興屬南海郡治。秦末趙佗建南越國。
西漢元鼎六年（公元前111年），漢武帝發兵平地南越國，設臨允縣，因縣治（在今新城鎮）臨近允水（今迴龍河）而得名，屬合浦郡轄。三國吳黃武五年（公元226年），交州東部置廣州，臨允縣改屬廣州蒼梧郡。西晉時在今新興縣地域設新寧縣。
東晉永和七年（公元351年），蒼悟郡分析新寧郡，属广州，治所在临允县（今广东新兴县南），因郡縣同名，新寧縣改名為新興縣。
南朝宋新寧郡移治南兴县（今广东新兴县东北），南齐新寧郡移治博林县（今广东高要市西南），南梁新寧郡移治新兴县（今属广东）。
南梁普通四年（公元523年），置新州，治所在新寧郡。隋朝開皇九年（589年）統一中原，精簡行政，合併州、郡、縣，廢新寧郡，將南興縣、新城縣等縣合併為新興縣、索盧縣、撫納縣、龍潭縣和博林縣，隸屬於新州。
隋大业三年（公元607年）改為郡、縣二級制，废新州、撒索盧縣並併入新興縣，隸屬信安郡（治所在高要縣（今廣東省肇慶市））。唐朝武德四年（公元621年），廢除信安郡，復置新州，治所在筠城（今新城鎮）。貞觀元年（627年）二月，唐朝政府並省全國的州縣，將天下按照山川形勢、交通便利分為十個「道」，新興縣改稱新昌縣，屬嶺南道新州，其時新州下設索盧、新昌、單牒、永順四縣。唐天寶元年（公元742年）至乾元元年（公元758年）間，一度改州為郡，新州改為新昌郡，撤新昌單牒二縣，併入新設的新興縣。乾元元年新昌復名新州，並撤索盧縣，併入新興縣。五代十國時期，新州仍沿襲唐制，為南漢管轄。民国25年
宋朝時，以「路」取代「道」，成路、州／府／郡、縣三級制。宋開寶四年（公元971年），南漢滅亡，置嶺南路管轄，後改名廣南路。宋至道三年（公元997年），分廣南路為廣南東路及廣南西路，時新州屬廣南東路，領新興縣。大中祥符九年（公元1016年），新州、春州（今陽春市）合併為新春州，州治新興縣。天禧四年（1020年），新春州分析為新州與春州，新州領新興縣。
元朝改制，將路降級，並在其上新設「行中書省」。至元十六年（公元1279年）新州升为新州路，屬江西等处行中书省廣東道。至元十九年回復新州路为新州，並降為散州。
明朝洪武二年（1369年），廢新州，屬廣東等處承宣布政使司肇慶府管轄。清朝承明制，新興仍屬肇慶府管轄。

### 中華民國時期
中华民国3年（1914年）6月，新兴县属粤海道。
民国13年（1924年）3月，改属肇阳罗镇守使辖区。
民国17年（1928年）4月，改属西江绥靖委员公署。
民国25年（1936年）10月，改属广东省第三行政区督察专员公署(治肇庆)。
民国38年（1949年）5月，改属广东省第十一行政区（治肇庆）。

### 中華人民共和國時期
1949年10月20日，中華人民共和國接管新興縣，屬廣東省西江專區。
1950年8月，云浮县河涟乡划入新兴县管辖。
1953年改屬粵中行政區。
1956年，改屬高要專區。
1958年11月，改屬江門專區，同月新興、雲浮兩縣合併為新雲縣。
1959年1月，新雲縣改名為新興縣，縣治新興縣城關鎮。1961年4月，兩縣合併的新興縣分治。復設新興縣，雲浮縣。皆由而江門專區改屬肇慶專區。
1970年10月，肇慶專區改為肇慶地區，新興縣附屬之。
1988年1月，新興縣由廣東省直轄，肇慶市代管。
1994年4月，新興縣改由廣東省直轄，雲浮市代管。

## 行政区划
新兴县下辖12个镇：
新城镇、车岗镇、水台镇、稔村镇、东成镇、太平镇、里洞镇、六祖镇、大江镇、天堂镇、河头镇、簕竹镇、广东省西江林业局良洞迳林场、云浮市国有水台林场和岩头林场。

## 人口
根據第七次全国人口普查數據，截至2020年11月1日零時，新興縣常住人口為430831人。

## 經濟
主要经济有從事農產畜牧業的温氏集团、不锈钢产品生产、凉果加工、皮具加工，其中温氏集团為廣東省500強企業。
近年亦發展城西，為珠三角皮革業的轉移基地。 

## 旅遊
新興縣溫泉資源豐富，縣內較具規模溫泉包括龍山溫泉、金水台温泉等。新興縣是禪宗六祖惠能法師的成長地，近年以「六祖故里」為口號，大力發展佛教有關的旅遊業。

## 宗教
新興縣為禪宗六祖惠能成長地，縣內有不少佛教寺廟名勝，較著名的有國恩寺、三寶寺、藏佛坑等。惠能是河北范陽人，其父親盧行瑫被貶官於嶺南。

## 交通

### 鐵路
廣茂鐵路在新興縣及部分鎮設有車站。
- 新興縣站
- 車崗站
- 簕竹站
- 灣邊站
- 天堂站
- 龍坪站

### 公路
高速公路： 深岑高速、 广台高速、 汕湛高速
国道： 359国道
省道： 113省道、 274省道、 276省道（連接新城鎮和六祖鎮的一段命名為六祖大道）連接縣內各鎮和雲浮、阳春市、恩平市、佛山市高明區。

## 行政区划
下辖12个镇：
新城镇、车岗镇、水台镇、稔村镇、东成镇、太平镇、里洞镇、六祖镇、大江镇、天堂镇、河头镇、簕竹镇、广东省西江林业局良洞迳林场、云浮市国有水台林场和岩头林场。

## 特产
象窝茶、新兴排米粉、新兴话梅、新兴香荔：中国地理标志产品。